# Litolibrus princeps
Litolibrus princeps là một loài bọ cánh cứng trong họ Phalacridae. Loài này được Schwarz miêu tả khoa học năm 1878.